# Parker Ranch

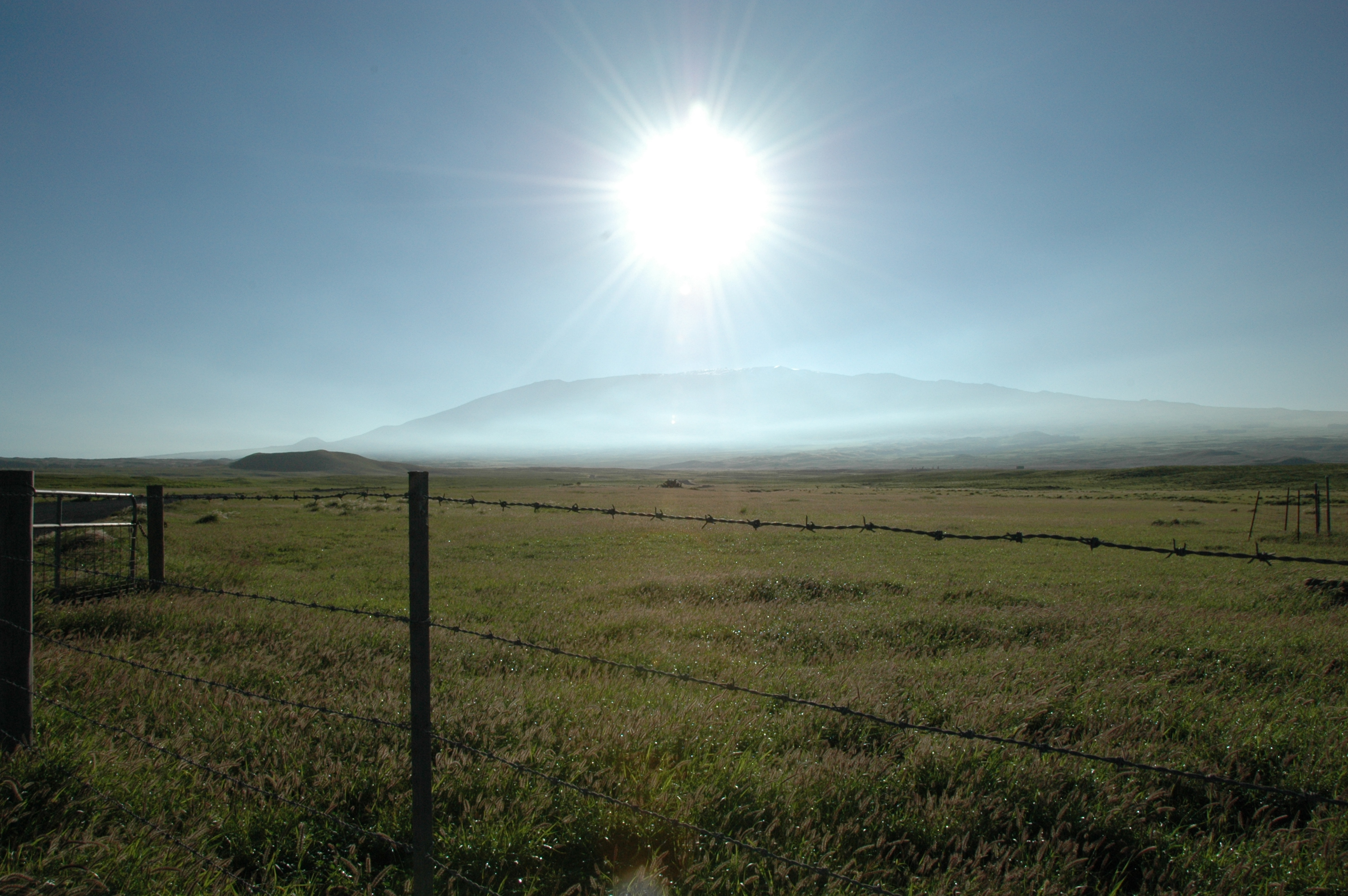
Weideland der Parker Ranch

Die Parker Ranch, die sich in Waimea (auch: Kamuela, nach Samuel Parker benannt in der hawaiischen Schreibung von Samuel) im Norden der Insel Hawaiʻi befindet, ist eine der größten Ranches der USA mit 900 km² Landfläche und ca. 60.000 Rindern.
Die 1847 gegründete Ranch gehört zu den ältesten der USA und verdankt die riesigen Weideflächen dem fruchtbaren vulkanischen Boden. Nach dem Tode des letzten Besitzers Richard Smart wurde die Parker Ranch zusammen mit der Kunstsammlung Smarts 1992 in den Parker Ranch Foundation Trust umgewandelt.